# Chocky
Chocky är en brittisk science fiction-drama-TV-serie för barn från 1984 baserat på en roman av John Wyndham från 1968 med samma namn. Serien sändes på ITV i Storbritannien och två uppföljare producerades. Allt i serien var skrivet av Anthony Read och producerat av Thames Television. Serien sändes även i Tjeckoslovakien där det var dubbat till både tjeckiska och slovakiska. Serien var också dubbad på franska och sändes i Kanada i slutet av 1980-talet och början av 1990-talet; på spanska och sändes i Spanien i slutet av 1980-talet. Sändes även i Bulgarien dubbat.
Medan romanen från 1968 utspelade sig i en ospecificerad "nära framtid", utspelade sig TV-serien i mitten av 1980-talet i Surrey. Gore-familjen förvärvade en andra generationens Citroen CX-bil som marknadsfördes som tekniskt avancerad under denna tiden.

## Handling

### Chocky
Matthew Gore är en intelligent pojke som valts av en mystisk utomjordisk besökare att vara en informationskälla om livet på jorden. Under tiden som hans skolarbete och konstnärliga talang ökar dramatiskt, väcker misstankar från mäktiga grupper som vill utnyttja den fantastiska kunskapsbank som han är nu håller.

### Chocky's Children
Ett år har passerat sedan Matteus sade adjö till sin utomjordiska vän, och på sommarlovet möter han Albertine, ett matematiskt underbarn, som han upptäcker kan kommunicera telepatiskt. En dag återvänder Chocky för att varna Matteus att de båda är i fara. När han återvänder för att berätta Albertine, finner han att hon har försvunnit.

### Chocky's Challenge
Chocky hoppas, tillsammans Matthew och Albertines hjälp, att kunna hjälpa mänskligheten att upptäcka kosmisk kraft, som till skillnad från jordens ändliga naturresurser, kommer att stödja dem så länge universum existerar. Men deras kunskap har väckt en hel del intresse från militären, och de är villiga att vidta drastiska åtgärder om de inte får vad de vill ha.

## Rollista
| Andrew Ellams        | – Matthew Gore    |
| James Hazeldine      | – David Gore      |
| Carol Drinkwater     | – Mary Gore       |
| Carol Drinkwater     | – Polly Gore      |
| Annabel Worrell      | – Albertine Meyer |
| Prentis Hancock      | – Arnold Meyer    |
| Glynis Brooks (röst) | – Chocky          |
| Norma Ronald (röst)  | – Chocky's Parent |

## Sändningsdatum
- Chocky: 9 januari - 13 februari 1984, som visades i repris som ett enda nedklippt avsnitt under julen 1984
- Chocky Children: 7 januari - 11 februari 1985,  som visades i repris som ett enda nedklippt avsnitt under julen 1985
- Chocky's Challenge: 29 september - 16 oktober 1986

### Premiär

#### Video
Det nedredigerade enda avsnittet som ursprungligen sändes i slutet av 1984 släpptes på VHS av Themsen Video i mitten av 1980-talet.

#### DVD
Den kompletta Chocky-sagan var tillgänglig på DVD, från Second Sight. Denna uppsättning är nu slutsåld. Revelation Films släppte återigen hela serien i augusti 2010.